# Уравнение состояния Пенга — Робинсона
Уравнение состояния Пенга — Робинсона — модификация уравнения Ван-дер-Ваальса, связывающая основные термодинамические параметры реального газа за счёт введения дополнительного объёмозависимого кубического трёхчлена, учитывающего межмолекулярные взаимодействия в реальном газе. Эта модификация уравнения применяется преимущественно для описания поведения углеводородов нормального строения и смесей.

## Описание
Уравнение имеет следующий вид:
{\displaystyle p={\frac {R\cdot T}{V_{m}-b}}-{\frac {a(T)}{V_{m}^{2}+2\cdot b\cdot V_{m}-b^{2}}}.}
При использовании уравнения для определения параметров в критической точке, принимаем следующие значения коэффициентов:
{\displaystyle a(T_{c})=0{,}457235\,{\frac {R^{2}\cdot T_{c}^{2}}{P_{c}}},}
{\displaystyle b(T_{c})=0{,}077796\,{\frac {R\cdot T_{c}}{P_{c}}}.}
При температурах отличных от критической принимается:
{\displaystyle a(T)=a(T_{c})\cdot \alpha (T_{r}\,\omega ),}
{\displaystyle b(T)=b(T_{c}),}
где
{\displaystyle \alpha =\left(1+\kappa \cdot \left(1-T_{r}^{\,0{,}5}\right)\right)^{2},}
{\displaystyle \kappa =0{,}37464+1{,}54226\cdot \omega -0{,}26992\cdot \omega ^{2},}
{\displaystyle T_{r}={\frac {T}{T_{c}}}.}
Уравнение может быть представлено в виде полинома:
{\displaystyle Z^{3}-(1-B)\cdot Z^{2}+(A-2B-3B^{2})\cdot Z-(AB-B^{2}-B^{3})=0,}
где
{\displaystyle A={\frac {a(T)\cdot P}{R^{2}\cdot T^{2}}},}
{\displaystyle B={\frac {b(T)\cdot P}{R\cdot T}},}
{\displaystyle Z={\frac {P\cdot V_{m}}{R\cdot T}}} — коэффициент сжимаемости газа.
Используемые обозначения: {\displaystyle P} — давление газа, {\displaystyle R} — универсальная газовая постоянная, {\displaystyle V_{m}} — молярный объем, {\displaystyle T_{c}} — критическая температура газа, {\displaystyle P_{c}} — критическое давление газа, {\displaystyle T} — температура газа, {\displaystyle \omega } — ацентрический фактор.
Достоинством уравнения является то, что свойства чистого газа описываются этим уравнением с помощью только трёх индивидуальных свойств: температуры и давления критической точки газа, а также ацентрического фактора Питцера. Эти параметры определены для широкого круга веществ.
При расчёте смесей смесь рассматривается как некоторый гипотетический газ, параметры критической точки которого являются известной функцией концентраций исходных компонентов и термодинамических параметров их критических точек.
Уравнение было предложено Робинсоном (Robinson) и его аспирантом Пенгом (Peng) в 1976 году в Альбертском университете для того, чтобы удовлетворить следующие потребности:
1. Параметры должны быть выражены через критические свойства и ацентрический фактор.
2. Модель должна обеспечить достаточную точность вблизи критической точки, в частности, для расчетов коэффициента сжимаемости и плотности жидкости.
3. Правила смешивания не должны использовать более одного двоичного параметра взаимодействия, которые должны быть независимы от давления, температуры и состава.
4. Уравнение должно быть применимо к расчетам всех свойств природного газа при его переработке.